# أيقونة السلام

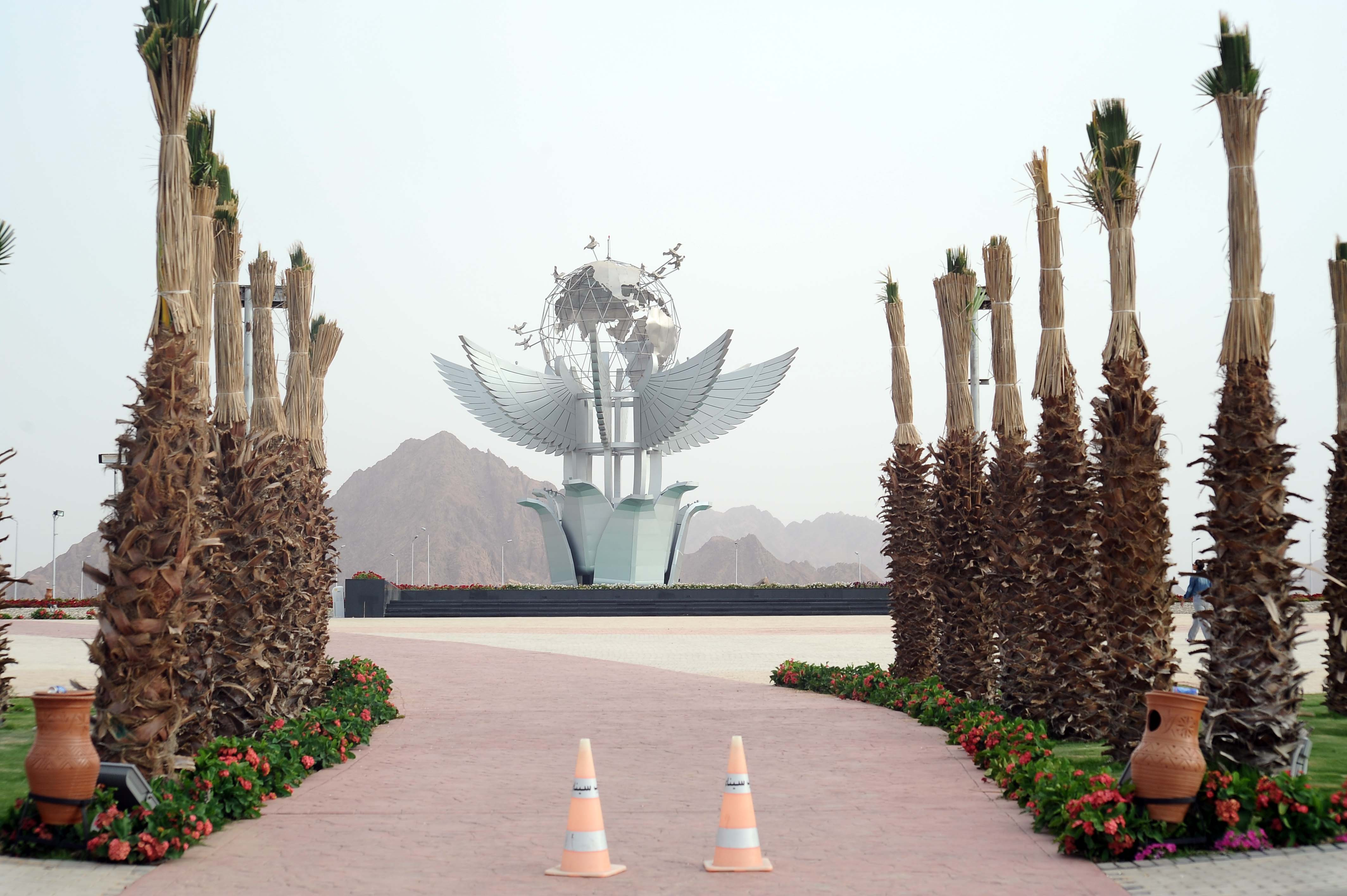
أيقونة السلام.

أيقونة السلام،تقع في ميدان السلام في مدينة شرم الشيخ المصرية، وتحيط بأيقونة السلام نافورة راقصة تنطلق منها مياه ملونة وموسيقي وطنية.وتعتبر الأيقونة أطول أيقونة سلام على مستوي العالم، ويبلغ طولها 34.5 متر، بلغت تكلفة إنشاء الأيقونة 25 مليون جنيه مصري،تبرع بها رجل الأعمال ناصر عبد اللطيف.

## وصف رمزية أيقونة السلام
تصميم الايقونة كان على شكل عناقيد من الجرانيت الاسود تحمل اوراق اللوتس يعلوها ثمانية اجنحة مستوحاة من اجنحة الاله رع تحمل الكرة الأرضية بقطر 10 امتار عليها خريطة العالم من الصلب الذي لا يصدأ محدد عليها موقع مصر باللون الذهبى ويطير فوقها الحمام الذي يحمل غصن الزيتون رمزا للسلام.والاجنحة الثمانية تشير إلى الاتجاهات الرئيسية، الشمال والشرق والجنوب والغرب والشمال الشرقى والجنوب الشرقى والجنوب الغربى والشمال الغربي.

## الافتتاح
قام رئيس الوزراء إبراهيم محلب ومحافظ جنوب سيناء بافتتاح الأيقونة.

## مزار سياحي
جذبت الأيقونة الآلاف السياح العرب والأجانب من مختلف الجنسيات.

## موسوعة جينيس
دخلت الأيقونة موسوعة جينيس كأكبر وأطول عمل معدنى فنى على مستوى العالم.